# Кесон (підводна конструкція)

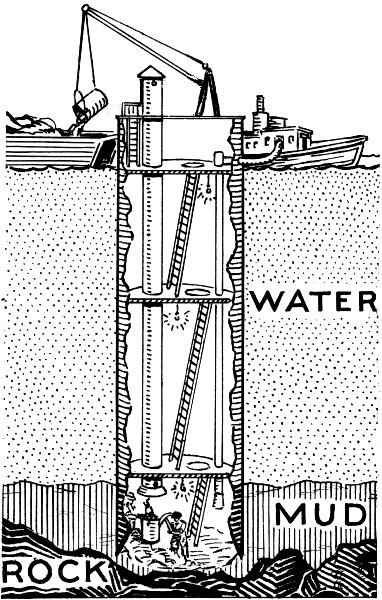
Використання кесонів для підводних робіт

Схема кесона

Кесо́н (від фр. caisson — «ящик») — конструкція для утворення під водою або у насиченому водою ґрунті робочої камери, вільної від води.
Надходження води в робочу камеру запобігається нагнітанням у ній стисненого повітря. Кесон зазвичай споруджується на поверхні і занурюється в ґрунт під дією власної ваги і ваги надкессонної будови по мірі виїмки ґрунту.
Кесони широко використовувалися для влаштування фундаментів мостів в XIX — початку XX століття (вперше при будівництві  Бруклінського моста). На XXI століття застосування кесонів для підводного будівництва обмежене.
Також кесоном називають пристрій для часткового осушення підводної частини судна з метою ремонту або огляду, яке являє собою міцний ящик, відкрита сторона якого повторює обводи осушуваної ділянки[джерело?]. При відкачуванні води він притискається тиском води до борту і герметизує внутрішньо обсяг судна від навколишньої води.